# 上州屋重蔵
上州屋 重蔵（じょうしゅうや じゅうぞう、生没年不詳）は江戸時代から明治時代にかけての地本問屋兼団扇問屋である。

## 来歴
錦重堂と号す。天保から明治時代にかけて江戸人形町（新乗物町）通楽屋新道角、人形町通元大坂町代地角彦治右衛門店、長五郎屋敷吉右衛門地借で地本問屋を営業している。地本草紙問屋仮組（新組）の一軒で団扇問屋も兼ねていた。重蔵の父は重兵衛。息子は重七。文久2年（1862年）2月に重兵衛から重蔵に問屋株を相続している。歌川広重の玩具絵、歌川国芳、2代目歌川広重、河鍋暁斎、豊原国周の錦絵などを出版している。

## 作品
- 『重栄御江戸絵図』 天保13年（1842年） 合版
- 歌川国芳 『風流人形ノ内 伊弉諾尊・伊弉冉尊』 大判2枚続 安政3年（1856年）
- 2代目歌川広重 『亜墨利加』 大判揃物の一 万延1年（1860年）
- 2代目歌川広重 『外国入船ノ内蒸汽船』 大判 文久1年（1861年）
- 河鍋暁斎 『伊蘇普物語之内』 横大判 明治6年
- 豊原国周 『六世坂東三津五郎死絵』 大判 明治6年